# Wicca éclectique
 (janvier 2016).
Si vous disposez d'ouvrages ou d'articles de référence ou si vous connaissez des sites web de qualité traitant du thème abordé ici, merci de compléter l'article en donnant les références utiles à sa vérifiabilité et en les liant à la section « Notes et références ».
La Wicca éclectique est une des nombreuses formes et traditions de la religion Néo-Païenne Wiccane. 
La Wicca officielle a initialement été fondée par Gerald Gardner et inspirée des écrits d'Aleister Crowley et de Margaret Alice Murray. La tradition éclectique de la Wicca a été ré-adaptée par Scott Cunningham dans les années 1980, définissant une approche de la religion plus libre, plus éclectique et de façon solitaire.
Les changements majeurs par rapport aux formes officielles et traditionnelles sont notamment :
- La possibilité d'une auto-initiation en solitaire.
- La pratique solitaire en dehors de tout Coven (à noter qu'il existe aussi des Covens éclectiques).
- Le choix des divinités par rapport aux sensibilités de l'adepte.

D'une façon générale, Scott Cunningham résume la Wicca éclectique et solitaire à la vénération d'une déesse et d'un dieu (ou plusieurs), l'amour de la nature (qui pour lui sont des manifestations du Dieu et de la Déesse) ainsi que les célébrations des Sabbats et des Esbats, la pratique de la magie naturelle (bien que des Wiccan(e)s éclectiques ne pratiquent pas toujours cette dernière) et enfin, le respect de l'unique règle selon lui, « Fais ce que tu veux si nul n'est lésé ».